# Jan-Krzysztof Duda
Jan-Krzysztof Duda (26 d'abril de 1998) és un Gran Mestre d'escacs polonès. Va aconseguir aquest títol el 2013 a l'edat de 15 anys i 21 dies, esdevenint així el segon Gran Mestre més jove del món després de Wei Yi.
A la llista d'Elo de la FIDE del juny de 2022, hi tenia un Elo de 2750 punts, cosa que en feia el jugador número 1 (en actiu) de Polònia, i el 13è millor del rànquing mundial. El seu màxim Elo va ser de 2760 punts, a la llista del desembre de 2021.

## Resultats destacats en competició
El 2008 va guanyar el Campionat del món de la joventut de la categoria sub10. El 2012 va guanyar el campionat de Polònia sub18 a Solina i el Campionat d'Europa sub-14 a Praga. En el mateix any va empatar pel primer lloc amb Jan Krejci en el torneig Olomouc. L'abril de 2013, fou campió en el torneig Fisrt Saturday GM jugat a Budapest. Duda va participar en la Copa del Món de 2013 nominat pel president de la FIDE, on va ser eliminat a la primera ronda per Vassil Ivantxuk.
El desembre de 2014, va guanyar el Campionat d'Europa de Partides Ràpides i va obtenir la medalla de plata al Campionat d'Europa Blitz, ambdós jugats a Breslau, Polònia.
El juliol de 2015, va guanyar el torneig Llac Sevan a Martuni, Armènia. El setembre de 2015, va acabar empatat amb el primer en el Campionat del món juvenil a Khanti-Mansisk, Rússia, obtinguent finalment la medalla de plata en el desempat (el campió fou Mikhail Antipov).
L'octubre de 2016 fou subcampió del 21è Magistral Ciutat de Barcelona amb 5 punts de 7, després de caure derrotat a la darrera partida per David Antón.
El febrer de 2020 va competir al Festival Internacional d'Escacs de Praga, un torneig round-robin de categoria XIX amb deu jugadors. Després d'empatar al primer lloc amb altres quatre jugadors, amb 5/9, fou finalment tercer al desempat.
El gener de 2021 va participar al magistral del torneig Tata Steel de 2021, on hi acabà desè, tres punts per sota del campió Jorden van Foreest.

### Participació en olimpíades d'escacs
Duda ha participat, representant Polònia, en l'Olimpíada d'escacs de 2014 amb un resultat de (+7 =3 –1), per un 77,3% de la puntuació, amb una performance de 2727.